# Władysław Kubik
Władysław Antoni Kubik (nascido em 27 de junho de 1931 em Wilkowice) - um jesuíta, professor aposentado e reitor da Academia Ignatianum em Cracóvia, fundador do Instituto de Cultura Religiosa.

## Currículo
Juntou-se à ordem dos jesuítas em 30 de julho de 1948 em Stara Wieś. Depois de estudar filosofia na Faculdade de Filosofia da Companhia de Jesus (1952-1955) e teologia na Faculdade de Teologia "Bobolanum" em Varsóvia (1955-1959) - durante o qual foi ordenado sacerdote em 31 de julho de 1958 - estudou pedagogia (1958-1964) na Universidade Jaguelônica. Em 1971, ele defendeu sua tese de doutorado: capacidade de concentrar a atenção nos alunos das classes VI, VII e VIII e suas conseqüências didáticas. Em 1987, obteve habilitação (desenvolvimento do pensamento didático na literatura catequética polonesa nos anos 1895-1970).
Desde 1962, ele atua no Centro Catequético de Jan Charitytski, que preparava novos catecismos e auxílios para catequistas. Em 1971, começou a trabalhar na Universidade Cardeal Stefan Wyszyński, em Varsóvia, onde em 1987 se tornou professor assistente e, em 1992, professor. Desde 1985, ele lecionou no Instituto Superior de Catequese Inter-Religioso, em Cracóvia. Em 1989, fundou e administrou o Instituto de Cultura Religiosa (IKR) e a Seção de Pedagogia Religiosa da Faculdade de Filosofia da Sociedade de Jesus em Cracóvia.
Ele também foi consultor da Congregação para Clero, membro de várias associações de catequistas na Polônia e no exterior. Ele também foi delegado na 34ª Congregação Geral dos Jesuítas em Roma (1995). Desde 2007, ele é o vice-postulador do processo de beatificação de Rozalia Celakówna.
Em 1995, ele recebeu o título acadêmico de professor.

## Publicações selecionadas
- 8 tomów podręcznika dla uczniów (Bóg z nami, cz. 1-4; Katechizm religii katolickiej, cz. 1-4)
- 8 tomów równoległego podręcznika dla katechetów
- Współred. podręcznika metodycznego: Jezus Chrystus z nami
- Inicjator serii wyd. Biblioteka Katechety
- Red. Biuletynu Katechetycznego (od 1977 r.) w: Collectanea Theologica